# Bracon trilateris
Bracon trilateris är en stekelart som beskrevs av Papp 1998. Bracon trilateris ingår i släktet Bracon och familjen bracksteklar. Inga underarter finns listade.